# カステル・リタルディ
カステル・リタルディ（伊: Castel Ritaldi）は、イタリア共和国ウンブリア州ペルージャ県にある、人口約3,000人の基礎自治体（コムーネ）。

## 地理

### 位置・広がり

#### 隣接コムーネ
隣接するコムーネは以下の通り。
- ジャーノ・デッルンブリア
- モンテファルコ
- スポレート
- トレーヴィ

### 気候分類・地震分類
カステル・リタルディにおけるイタリアの気候分類 (it) および度日は、zona E, 2109 GGである。
また、イタリアの地震リスク階級 (it) では、zona 2 (sismicità media) に分類される。

## 行政

### 分離集落
カステル・リタルディには、以下の分離集落（フラツィオーネ）がある。
- Bruna, Castel San Giovanni, Colle del Marchese, Mercatello, Torregrosso